# Esclarmonde
Esclarmonde es una ópera en cuatro actos, con prólogo y epílogo, música de Jules Massenet, sobre un libreto en francés de Alfred Blau y Louis de Gramont, basado en el libro de caballerías Partonopeus de Blois del siglo XII. Fue estrenada en el Teatro Nacional de la Opéra-Comique de París el 15 de mayo de 1889 con la soprano norteamericana Sybil Sanderson en el papel protagonista.
Esclarmonde es quizás la obra más ambiciosa de Massenet, y la más wagneriana por su estilo y concepción, con reminiscencias de Tannhäuser o Lohengrin. El papel principal presenta una gran dificultad, incluyendo pasajes de coloratura: Esclarmonde puede ser una Isolda en algún fragmento, Lakmé en otro y la reina de la Noche en el siguiente. La orquestación es muy cuidadosa, las exigencias vocales elevadas y se escuchan diversos motivos asociados a diferentes ideas y personajes, actuando como leitmotiv.
A pesar de estar basada —no demasiado fielmente— en una leyenda medieval, presenta aspectos modernos y la atmósfera general está cargada de sensualidad. De hecho, la protagonista es retratada como una agresora sexual. Como a Roland, el conde de Blois, no le está permitido ver el rostro de Esclarmonde, ella le dice la primera noche, antes de hacer el amor: «No te preocupes, soy bella y deseable».
En épocas recientes ha sido programada esporádicamente, destacando la interpretación de los papeles protagonista por Jaume Aragall y Joan Sutherland en la década de los años 1970, dirigidos por Richard Bonynge, en Nueva York y San Francisco.

## Personajes
| Personaje                                                                                       | Tesitura     | Reparto el 14 de mayo de 1889 Director de orquesta: Jules Danbé |
| ----------------------------------------------------------------------------------------------- | ------------ | --------------------------------------------------------------- |
| Esclarmonde (Emperatriz de Oriente)                                                             | Soprano      | Sibyl Sanderson                                                 |
| Parséïs (su hermana)                                                                            | mezzosoprano | Jeanne Nardi                                                    |
| Roland (Conde de Blois)                                                                         | tenor        | Frédéric-Étienne Gibert                                         |
| Forcas (Emperador de Bizancio, padre de Esclarmonde)                                            | bajo         | Émile-Alexandre Taskin                                          |
| Obispo de Blois                                                                                 | barítono     | Max Bouvet                                                      |
| Eneas (caballero bizantino, prometido de Parséis)                                               | tenor        | Gustave Prosper Herbert                                         |
| Cléomer (Rey de Francia)                                                                        | barítono     | Marcel Boudouresque                                             |
| Embajador sarraceno                                                                             | tenor        | Étienne Troy                                                    |
| Heraldo bizantino                                                                               | tenor        | Pierre Cornubert                                                |
| Dignatarios, caballeros, guerreros, guardias, monjes, sacerdotes, penitentes, espíritus, pueblo |              |                                                                 |

## Sinopsis
La historia está basada en una leyenda medieval en torno a Esclarmonde, una emperatriz de Bizancio con poderes mágicos. Recluida por su padre el exemperador Phorcas, que recientemente ha abdicado de su trono en favor de ella, llora su amor por Roland, un caballero y conde de Blois, creyendo que nunca le será permitido volver a verlo. Siguiendo la sugerencia de su hermana, Parséis, Esclarmonde usa sus poderes mágicos para traer Roland a su presencia, siempre por la noche y cubierta con un velo, sin revelar su identidad. 
Roland confiesa sus encuentros nocturnos al obispo de Blois; este, en compañía de un grupo de monjes aparecen a la llegada de Esclarmonde, ejecutando un exorcismo. Esclarmonde le reprocha a Roland su traición. El exemperador, después de enterarse de la desobediencia de Esclarmonde, le exige que renuncie a Roland, si no quiere que lo ejecute. Ella se somete, y cuando Roland es llevado a su presencia le implora que se olvide de ella. 
El esposo de Esclarmonde se elegirá en un torneo en el cual el vencedor ganará la mano de la emperatriz. Cuando al vencedor, vestido completamente de negro, se le pregunta por su nombre responde «desesperación» y rechaza la mano de la emperatriz. Sin embargo, Esclarmonde reconoce la voz de Roland inmediatamente y cuando ella alza su velo, él también la reconoce como la visitante nocturna. Todo el pueblo victorea a la emperatriz y su valiente consorte.

## Discografía
| Año  | Reparto (Esclarmonde, Parséïs, Roland, Phorcas, Obispo de Blois, Énéas, Cléomer)                                             | Director de Orquesta | Sello discográfico |
| ---- | --- | -------------------- | ------------------ |
| 1974 | Joan Sutherland, Huguette Tourangeau, Jaume Aragall, Clifford Grant, Robert Kerns, William Harness, Philip Booth             | Richard Bonynge      | Living Stage       |
| 1975 | Joan Sutherland, Huguette Tourangeau, Jaume Aragall, Clifford Grant, Louis Quilico, Ryland Davies, Robert Lloyd              | Richard Bonynge      | DECCA              |
| 1992 | Denia Mazzola, Hélène Perraguin, José Sempere, Jean-Philippe Courtis, Christian Tréguier, Guy Gabelle, Jean-Philippe Courtis | Patrick Fournillier  | Koch-Schwann       |